# Дателн
Дателн (њем. Datteln) град је у њемачкој савезној држави Северна Рајна-Вестфалија. Једно је од 10 општинских средишта округа Реклингхаузен. Према процјени из 2010. у граду је живјело 35.852 становника. Посједује регионалну шифру (AGS) 5562008, NUTS (DEA36) и LOCODE (DE DAT) код.

## Географски и демографски подаци
Дателн се налази у савезној држави Северна Рајна-Вестфалија у округу Реклингхаузен. Град се налази на надморској висини од 49 метара. Површина општине износи 66,1 km². У самом граду је, према процјени из 2010. године, живјело 35.852 становника. Просјечна густина становништва износи 543 становника/km².

## Међународна сарадња
| Мјесто | Држава               | Врста сарадње | Од    |
| ------ | -------------------- | ------------- | ----- |
| Канок  | Уједињено Краљевство | партнерство   | 1971. |
| Извор  |                      |               |       |